# De Danzenbarg
Koordinaten: 53° 40′ 34,3″ N, 9° 42′ 50,5″ O

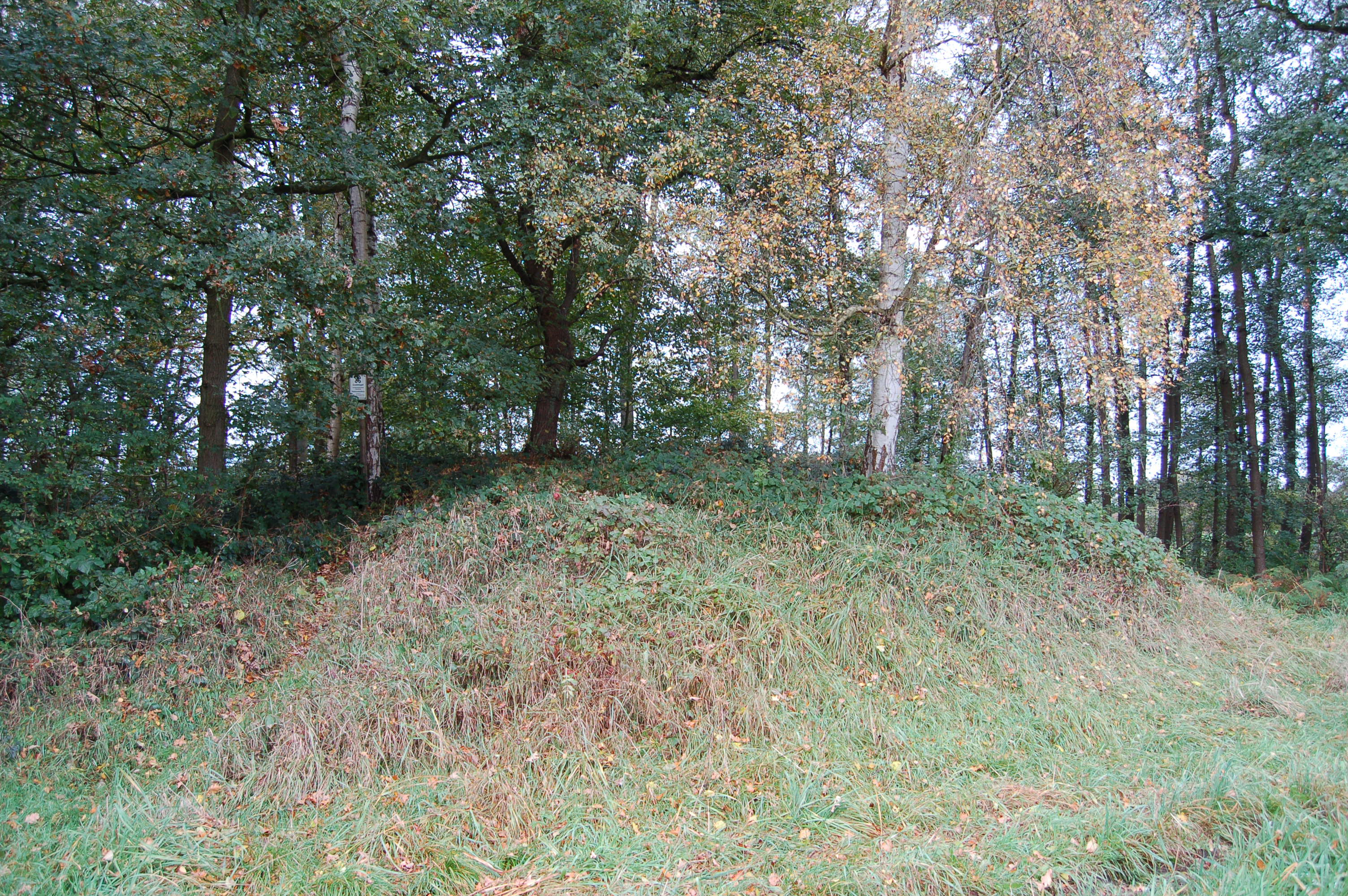
Der Grabhügel bei Appen

De Danzenbarg ist ein jungbronzezeitlicher Grabhügel auf dem Gebiet der Gemeinde Moorrege im Kreis Pinneberg, Schleswig-Holstein und als Archäologisches Denkmal geschützt. Der Name und die Dimensionen erinnern an ähnliche Hügel, in Dänemark die unter der Bezeichnung Dansehøje aufgelistet werden.

## Beschreibung
De Danzenbarg ist der Flurname des Grabhügels, der nördlich von Appen auf dem Gebiet der Gemeinde Moorrege, auf einem kleinen Geestvorsprung etwa 200 Meter von der Pinnau liegt. Er liegt abseits von öffentlichen Wegen und ist nur über einen schmalen Pfad zu erreichen. Der Danzenbarg hat eine Größe von ca. 25 Metern Länge und 14 Metern Breite. Die Höhe beträgt etwa 2,5 Meter. Auf der Hinterseite fällt er leicht ab. Er verfügt über keinen sichtbaren Eingang und ist überwiegend mit Gräsern und einigen Bäumen bewachsen. 
Der Grabhügel ist vom Archäologischen Landesamt Schleswig-Holstein  (ALSH) als Archäologisches Bodendenkmal anerkannt und steht unter Denkmalschutz.

## Ausgrabungen
Der damals nur noch etwa 20 Meter im Durchmesser, 1,75 Meter Höhe messende und schon bis zur Hälfte abgetragene Grabhügel, wurde im Juni 1908 unter der Leitung des Archäologen Dr. Knorr ausgegraben. Etwa in der Mitte des Hügels wurde nur wenige Zentimeter über dem natürlichen Boden eine Gruppe von drei Bestattungsurnen gefunden. Eine dieser Kegelhalsurnen war mit einem Napf die beiden anderen mit schalenähnlichen Gefäßen abgedeckt. Die Urnen enthielten lediglich einige wenige Bronzegeräte, unter anderem ein Rasiermesser. Östlich und nordöstlich der Urnen wurden zwei kleinere Steinsetzungen angetroffen. Nach den Ausgrabungen wurde der Grabhügel auf die ursprünglich vermutete Höhe aufgeschüttet. Die Funde aus der Grabung werden im Archäologischen Landesmuseum Schloss Gottorf in Schleswig aufbewahrt.
Der Grabhügel wurde aufgrund der Keramikgefäße und Bronzeobjekte typologisch in die frühe Bronzezeit, etwa um 1500 v. Chr. datiert. Einige in der Nähe des Grabhügels gefundene Feuersteinabschläge wurden von den Ausgräbern, aufgrund fehlender Nachweise früherer Besiedlungen dieses Fundplatzes, der gleichen Zeitstufe zugeordnet.